# Уорд, Генри, 5-й виконт Бангор
Генри Уильям Кросби Уорд, 5-й виконт Бангор (англ. Henry William Crosbie Ward, 5th Viscount Bangor; 26 июля 1828 — 23 февраля 1911) — ирландский пэр, консервативный политик и военный. Он был известен как Достопочтенный Генри Уорд с 1828 по 1881 год.

## Происхождение и образование
Родился 26 июля 1828 года. Второй сын Эдварда Уорда, 3-го виконта Бангора (1790—1837), и его жены Харриет Маргарет Максвелл (1805—1880), второй дочери Генри Максвелла, 6-го барона Фарнема. Уорд получил образование в школе Рагби, а затем в Королевском военном колледже в Сандхерсте.
14 сентября 1881 года после смерти своего бездетного старшего брата, Эдварда Уорда, 4-го виконта Бангора (1827—1881), Генри Уорд унаследовал титулы  5-го виконта Бангора из Касл-Уорда в графстве Даун (Пэрство Ирландии) и  5-го барона Бангора из Касл-Уорда в графстве Даун (Пэрство Ирландии).

## Карьера
Генри Уорд вступил в британскую армию в 1846 году и служил в 43-м (Монмутширском) пехотном полку. Он участвовал в войнах с народом коса и вышел в отставку в 1854 году в чине капитана. В 1886 году Генри Уорд был избран ирландским пэром-представителем в Палату лордов. Он был заместителем лейтенанта и мировым судьей графства Даун.

## Семья
6 декабря 1854 года он женился на ирландском энтомологе и писательнице Мэри Кинг (27 апреля 1827 — 31 августа 1869), дочери преподобного Генри Кинга и Харриет Ллойд, двоюродной сестре астронома и натуралиста Уильяма Парсонса, 3-го графа Росса, и фотографа-первопроходца Мэри Росс. Мэри Уорд (урожденная Кинг) погибла в 1869 году в первой в истории автокатастрофе, когда она была пассажиркой экспериментального парового автомобиля, построенного Россами в Парсонстауне. У супругов было пять дочерей и три сына:
- Достопочтенная Харриет Мэри Уорд (? — 6 ноября 1941), в 1881 году она вышла замуж за генерал-майора Джона Эдмунда Уоллера.
- Достопочтенная Кэтлин Аннет Нора Уорд (? — 28 сентября 1945), незамужняя
- Достопочтенная Берта Джейн Уорд (? — 21 августа 1936), в 1883 году она вышла замуж за сэра Роберта Джона Кеннеди, от брака с которым у него было четверо детей.
- Мэри Генриетта Уорд (? — 9 декабря 1861)
- Достопочтенная Эмили Джорджиана Уорд (? — 26 февраля 1935), незамужняя
- Генри Сомерсет Эндрю Уорд (30 августа 1857 — 10 июля 1860)
- Лейтенант Эдвард Уильям Генри Уорд (1 января 1863 — 10 июля 1887)
- Подполковник Максвелл Ричард Кросби Уорд, 6-й виконт Бангор (4 мая 1868 — 17 ноября 1950), младший сын и преемник отца.

8 апреля 1874 года он женился вторым браком на Элизабет Эклс (9 декабря 1828 — 11 января 1919), единственной дочери майора Хью Эклса и Харриет Сент-Джордж. Его второй брак был бездетным.
23 февраля 1911 года Генри Уорд скончался в возрасте 82 лет в своей резиденции, замке Уорд, графство Даун, Ирландия, и был похоронен в Балликаттере 27 февраля. Его преемником на посту виконта стал его младший и единственный выживший сын Максвелл.